# Департамент полиции Чикаго
Департа́мент поли́ции Чика́го (англ. CPD, Chicago Police Department) — правоохранительный орган города Чикаго, штат Иллинойс, США. В департаменте работает около 9000 офицеров и более 1925 других сотрудников. Прослеживая свои корни до 1835 года, Департамент полиции Чикаго является одним из старейших современных полицейских подразделений в мире.
Полиция Чикаго известна своей жестокостью, особенно в отношении афроамериканского сообщества. В 2017 году Министерство юстиции США подвергло департамент резкой критике за плохую подготовку, отсутствие надзора и обычное применение чрезмерной силы.

## Структура департамента
Департамент делится на шесть бюро. Каждое бюро подразделяется на разделы, отделы и подразделения, патрульные округа, избирательные участки, и детективные округа. Каждое бюро находится под командованием начальника бюро (пример: начальник патруля, начальник внутренних дел). Есть также ряд специализированных подразделения (Саперное подразделение, Спецназ), которые не являются частью какого-либо из бюро и подчинены только начальнику департамента.

### Зарплата
Начальная зарплата сотрудников полиции Чикаго в 2022 году составляет 54 672 доллара в год, которая через 18 месяцев будет увеличена до 78 024 долларов. Продвижение по службе на специализированные или командные должности также увеличивает базовую заработную плату офицера. К окладам были добавлены ежегодные выплаты в размере 6502 доллара и ежегодная надбавка за униформу в размере 3 251 доллар.

### Демографический состав
По состоянию на 2017 год штат сотрудников CPD составляют 50 % не-испаноязычных белых, 25 % испаноязычных, 21 % афроамериканцев, 3 % азиатов и 1 % другой расы. Также 77 % сотрудников являются мужчинами, а 23 % — женщинами.

### Служебное оружие
Сотрудники полиции Чикаго обязаны покупать собственное служебное оружие (кроме электрошокера). 
Полуавтоматический пистолет полицейского должен отвечать следующим требованиям:
- Может быть изготовлен Beretta, SIG, Glock, Ruger, Smith & Wesson.
- Может иметь патрон калибра 9 мм, 9×19 мм Парабеллум или 40 S&W.